# Ridderorden in Nassau-Saarbrücken
De tak van het huis Nassau die in het graafschap Nassau-Saarbrücken regeerde stelde in 1788 een eigen ridderorde in.
- De Orde van de Ware Trouw (Duits: "Orden der Aechten Treue")

In de loop van de 17e en 18e eeuw stelden steeds meer Duitse vorsten, waaronder ook de "duodezheersers" over kleine gebieden een eigen ridderorde in. Ook de andere takken van het Huis Nassau bezaten in de 18e eeuw huisorden en jachtorden.